# Бугаян, Илья Рубенович
Илья Рубенович Бугаян (род. 1943) — советский и российский учёный, доктор экономических наук, профессор, академик Российской академии естествознания и Международной академии информатизации.
Автор многих научных трудов, включая монографии.

## Биография
Родился 8 сентября 1943 в Ростове-на-Дону.
В 1965 году окончил Ростовский государственный технический университет (РГТУ, ныне Донской государственный технический университет) по специальности «Приборы точной механики», в 1974 году — аспирантуру Ростовского инженерно-строительного института (РИСИ, ныне Ростовский государственный строительный университет) по специальности «политическая экономия». В этом же году защитил кандидатскую диссертацию на тему «Экономические проблемы социалистического накопления и внедрения новой техники».
На педагогической работе находился с сентября 1973 года. Заведовал кафедрами «Политической экономии» в Ростовском государственном строительном университете, «Экономической теории и предпринимательства» в Северо-Кавказской академии государственной службы (СКАГС, ныне Южно-Российский институт управления). Возглавлял (был председателем) совета по защите диссертаций по специальности «Экономика труда». В 1987 году защитил докторскую диссертацию на тему «Социалистическое производственное накопление — условие всесторонней интенсификации расширенного воспроизводства».
До 1996 года — профессор кафедры Экономической теории и предпринимательства Южно-Российского института управления РАНХиГС. C декабря 1996 года Илья Рубенович — заведующий кафедрой «Философии хозяйства», декан факультета Информатизации и управления Ростовского государственного экономического университета «РИНХ».
Является основателем научной школы «Закономерности перемещения доминантных свойств между факторами производства, товарами и вызванными ими социально-экономическими изменениями как причинами формационных переходов». Председатель правления некоммерческой организации «Фонд поддержки образования и науки в Ростовской области», учредившей научно-практический журнал «Наука и образование: хозяйство и экономика; предпринимательство; право и управление» и одновременно — заместитель главного редактора этого журнала. Также входит в состав Научно-редакционного совета журнала Философия хозяйства Центра общественных наук и экономического факультета МГУ имени М. В. Ломоносова, включённого в перечень ВАК российских рецензируемых научных журналов и изданий.
Награждён дипломом и медалью лауреата Всесоюзного смотра Научно-технического творчества молодежи (1972). Удостоен званий «Заслуженный деятель науки и образования» Российской академии естествознания, «Почётный работник высшего профессионального образования РФ». Награждён медалями, среди которых «За выдающиеся заслуги в области информатизации мирового сообщества» (2003).